# Chotouchov
Chotouchov je vesnice a část obce Kořenice v okrese Kolín. Leží dva kilometry jihozápadně od Kořenic. Severně od vesnice leží zastávka Chotouchov na železniční trati Kolín–Ledečko. Chotouchov je také název katastrálního území o rozloze 3,93 km².

## Historie
První písemná zmínka o vesnici pochází z roku 1398.

## Fotogalerie

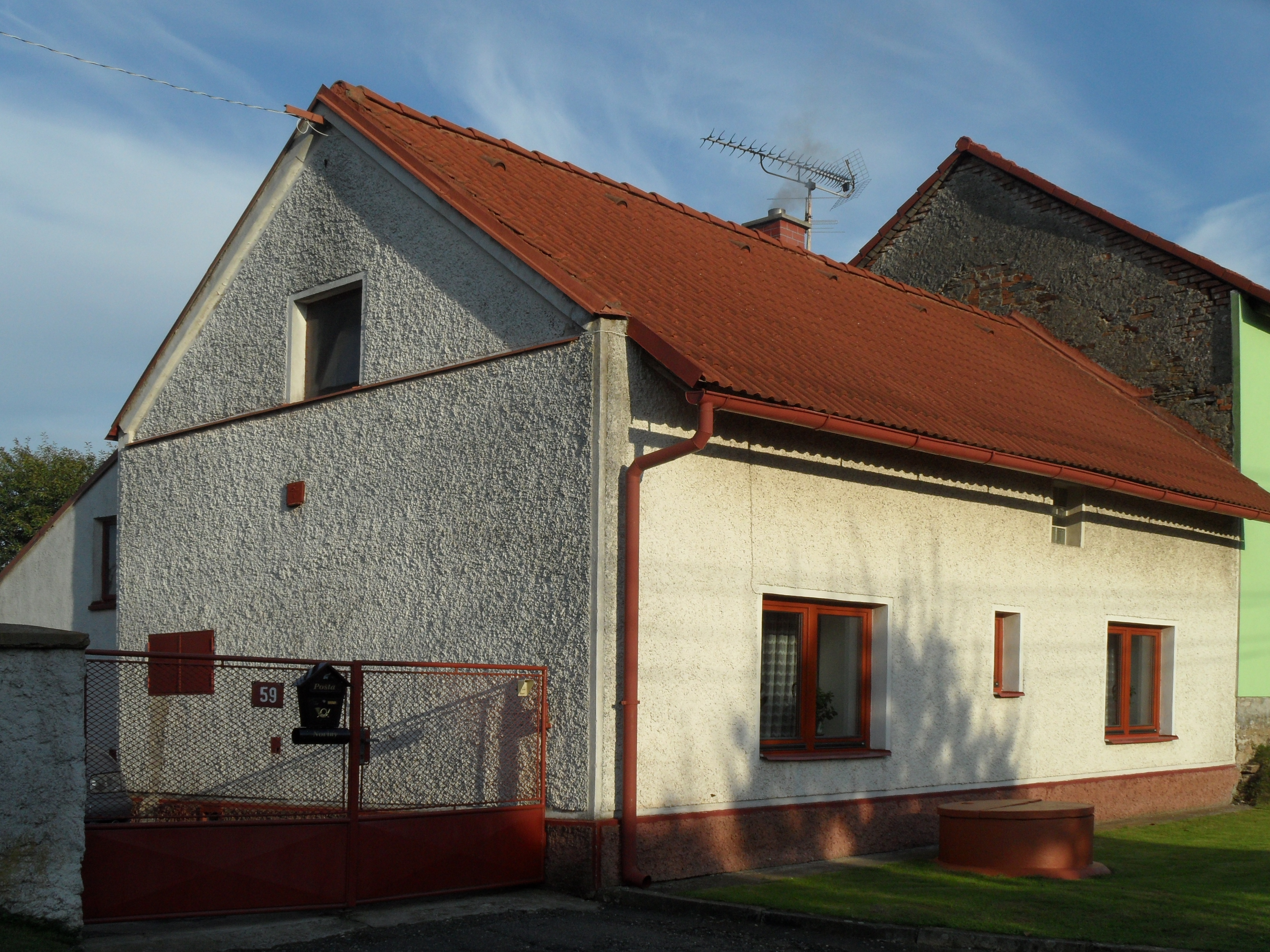
Dům u silnice
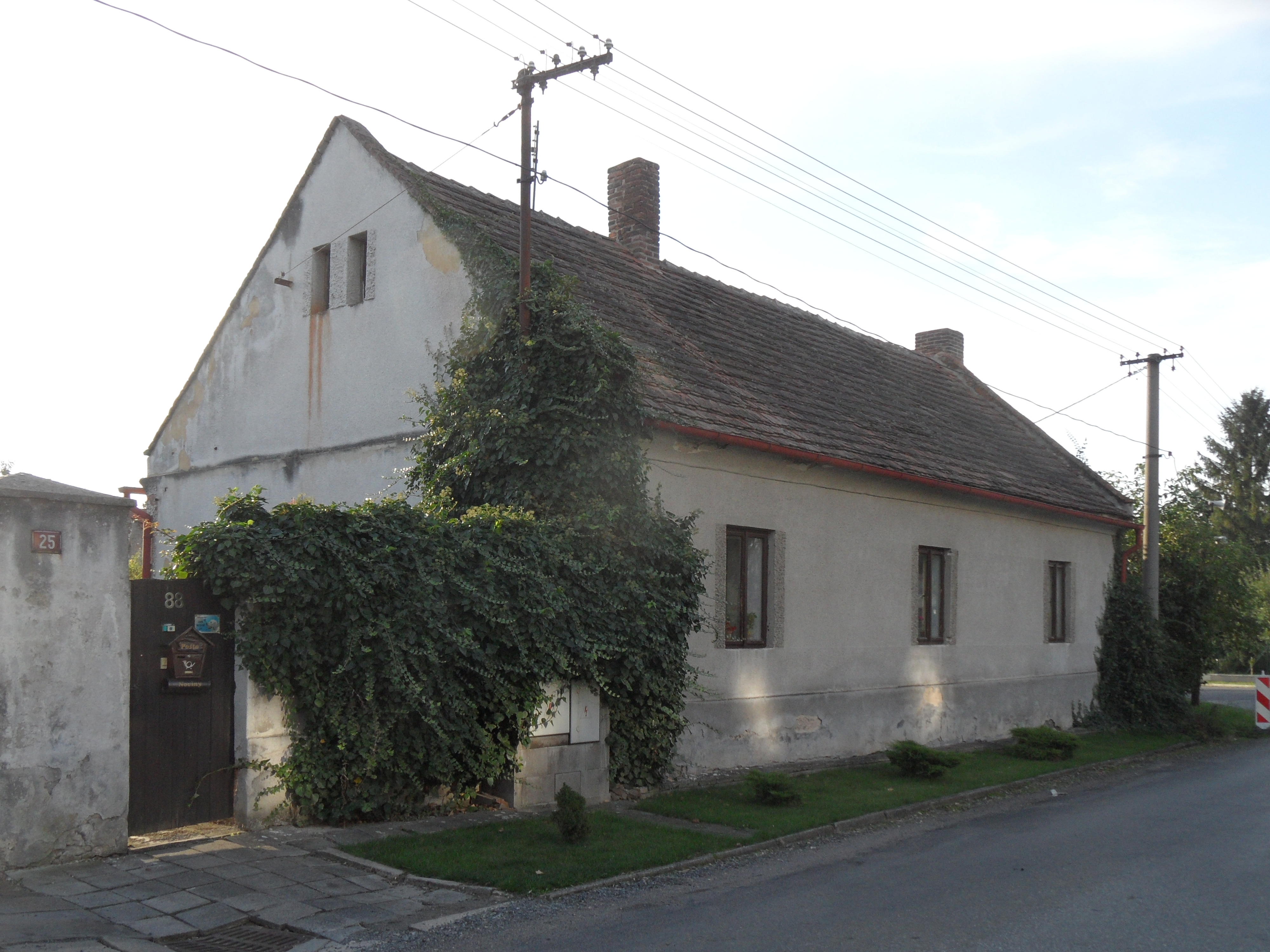
Starší dům
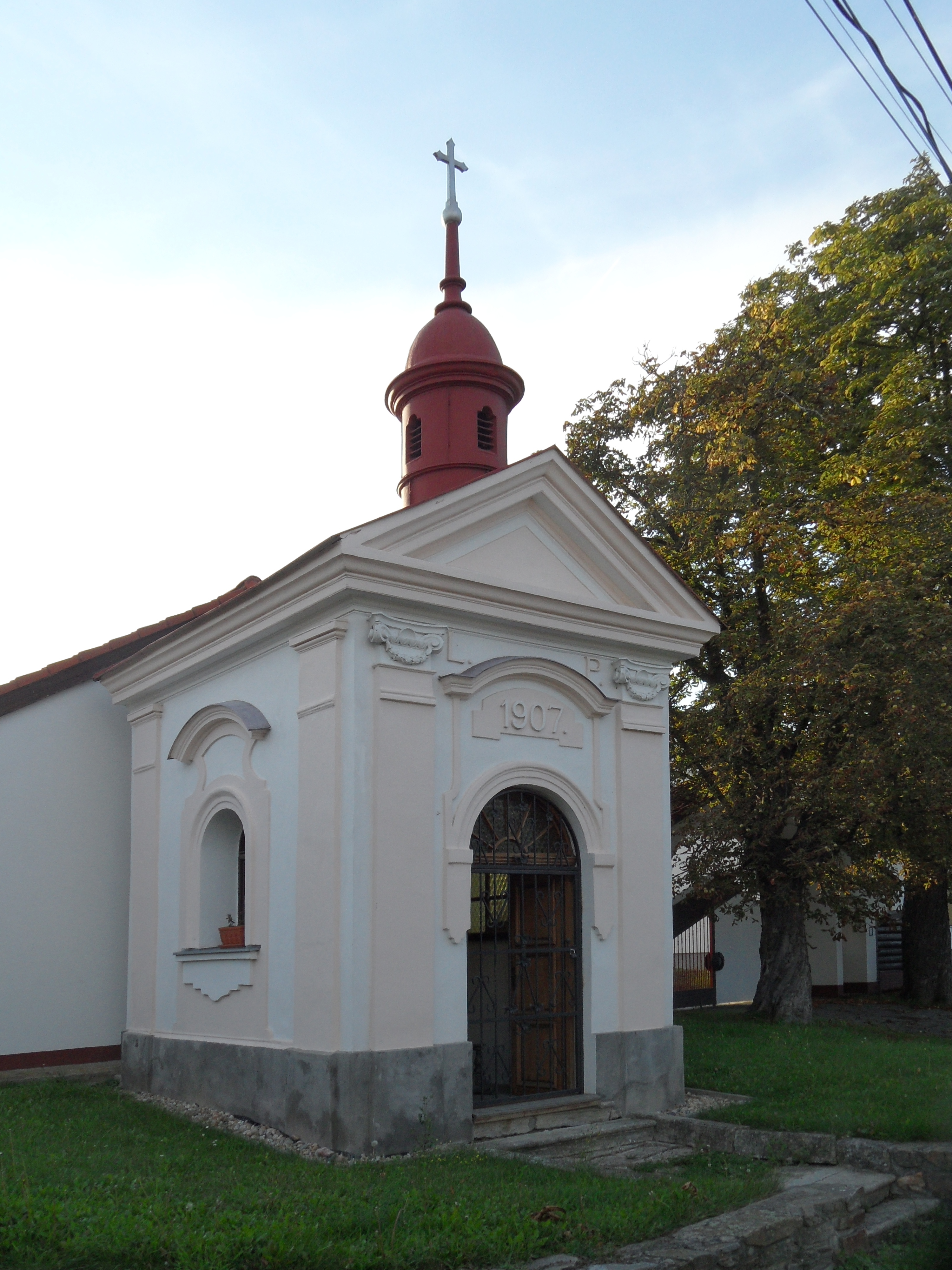
Kaple svaté Ludmily
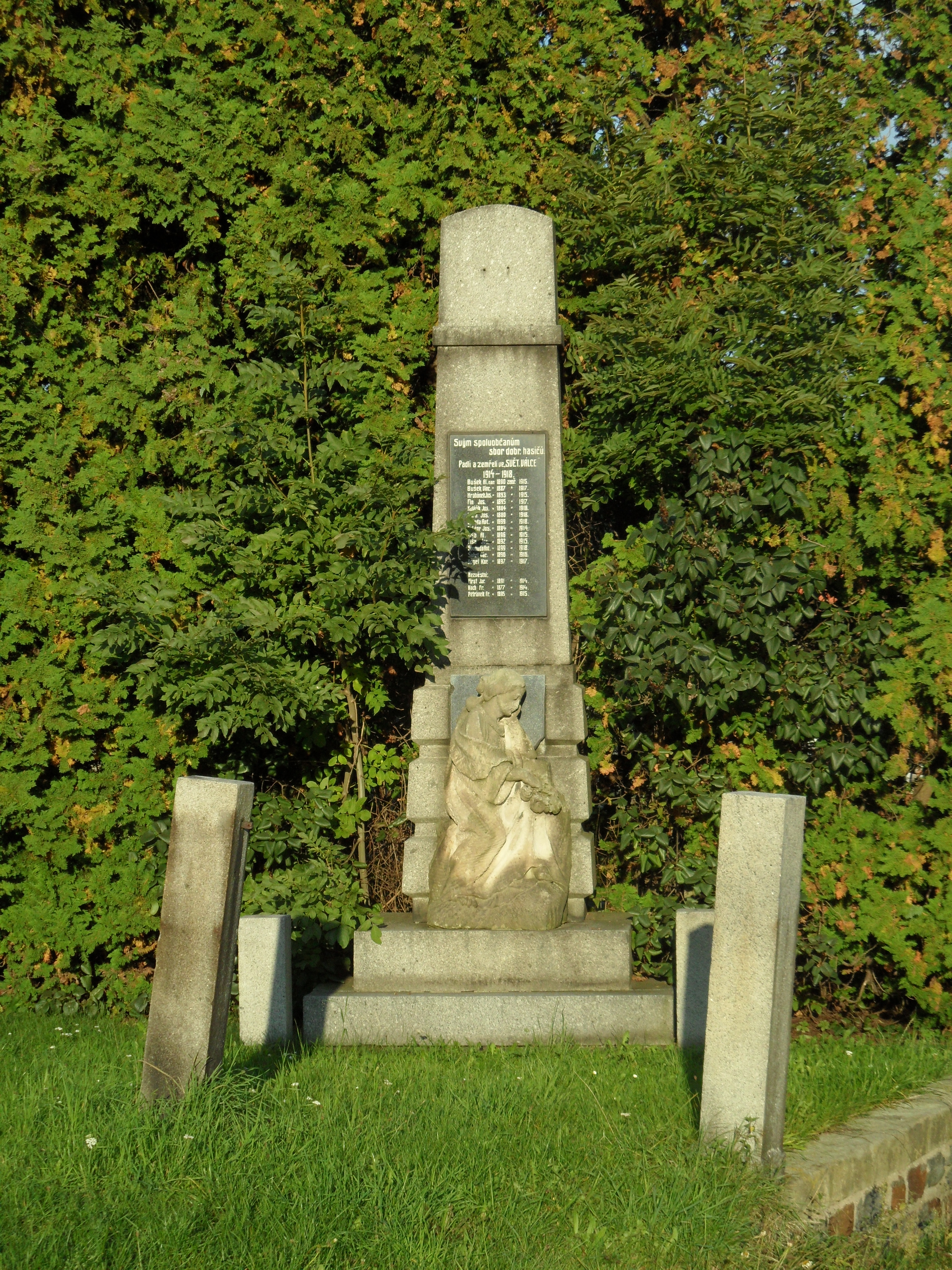
Památník obětem první světové války
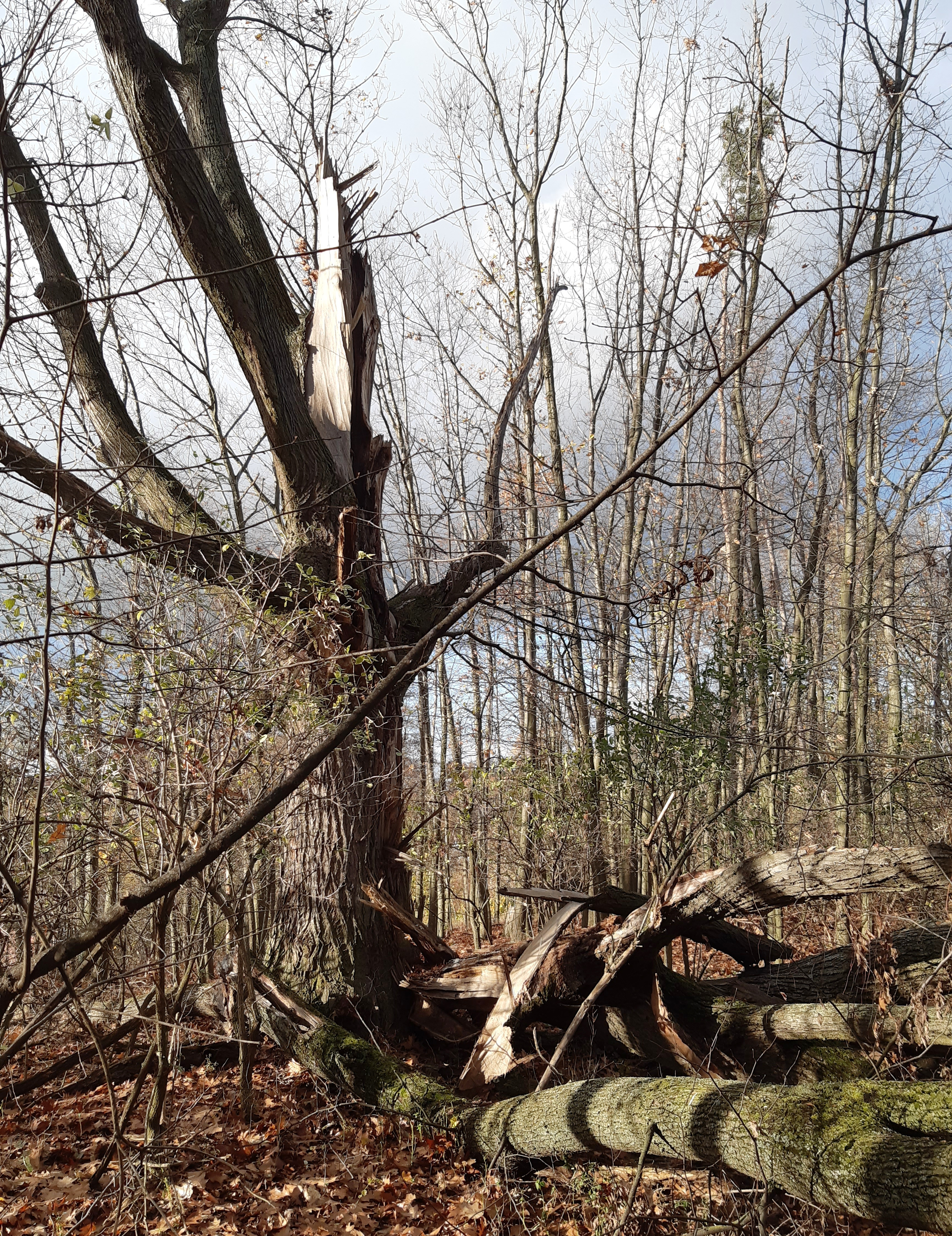
Lípa u Chotouchova